# Вюртемберг (курфюршество)
Курфюршество Вюртемберг (нем. Kurfürstentum Württemberg), официально с 1803 года, прежде — Виртемберг (Wirtemberg)) — короткоживущее государственное образование (курфюршество) в составе Священной Римской империи, существовавшее в 1803—1805 годах, в другом источнике указано с 1802 года по 1815 год.

## История
В состав герцогства Вюртемберг входили земли как на правом, так и на левом берегах Рейна. С 1797 года герцогом Вюртемберга стал Фридрих III. Вступив, вопреки желанию земских чинов, во вторую коалицию против Франции, он был разбит генералом Моро и бежал в Эрланген, где оставался до подписания в 1801 году Люневильского мира (который определил реку Рейн в качестве восточной границы Франции).
В ходе последовавшей затем германской медиатизации герцогство Вюртемберг потеряло свои владения на левом берегу Рейна, но зато к нему были присоединены территории девяти бывших имперских городов (включая Ройтлинген и Хайльбронн) и ряд других земель (всего 2200 кв. км) с населением общей численностью в 124 000 (124 688) человек. В 1803 году герцог Фридрих принял предложение Наполеона, и герцогство было возведено императором Францем II в ранг курфюршества. Новые земли (получившие название «Новый Вюртемберг») не были включены в административную систему прежнего герцогства, а стали управляться курфюрстом напрямую, без участия парламента.
В 1805 году Наполеон начал новую войну против Австрии, и курфюрст Фридрих был вынужден к нему присоединиться. По Пресбургскому миру Вюртемберг получил бывшие австрийские владения в Швабии: Альтдорф, Гогенберг, Нелленбург, Эхинген и Бондорф; кроме того, император Франц II был вынужден признать за курфюрстом Фридрихом королевский титул, что выводило того из-под власти императора Священной Римской империи. Церемония коронации была проведена 1 января 1806 года.